# 杜比納 (赫梅利尼克區)
49°38′43″N 28°15′46″E / 49.64528°N 28.26278°E
杜比納（烏克蘭語：Дубина），是烏克蘭的村落，位於該國西南部文尼察州，由赫梅利尼克區負責管轄，面積0.3平方公里，海拔高度269米，2001年人口39，人口密度每平方公里130人。